# Peder Severin Krøyer
Peder Severin Krøyer (Stavanger, 23 de juliol del 1851 - Skagen, 21 de novembre de 1909), conegut professionalment com a P. S. Krøyer, fou un pintor danès.

## Vida

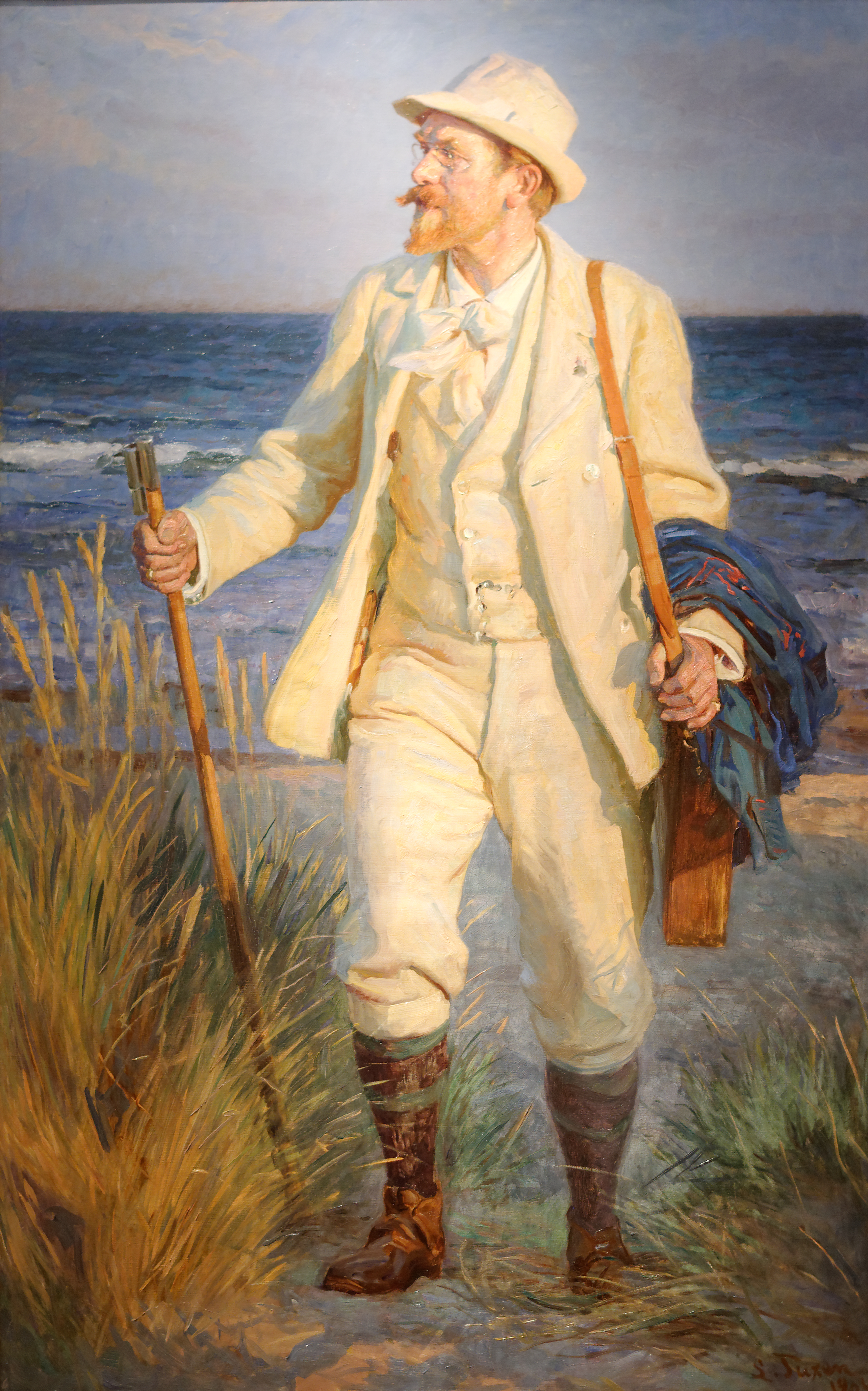
Retrat de Peder Severin Krøyer, per Laurits Tuxen

### Infantesa i primers estudis
Krøyer nasqué a Stavanger, Noruega, el 23 de juliol del 1851. La seva mare era Ellen Cecilie Gjesdal. Va ser criat per la germana de Gjesdal, Bertha Cecilie (nascuda el 1817) i el seu cunyat, el zoologista danès Henrik Nikolai Krøyer, després que la seva mare no fos considerada apta per cuidar-lo. Al cap de poc, Krøyer es va traslladar a Copenhaguen per viure amb els seus pares d'acollida. Havent començat la seva educació artística a l'edat dels 9 anys amb classes particulars, es va matricular a l'Institut Tècnic de Copenhaguen.
El 1870, amb 19 anys, Krøyer completà els seus estudis a la Reial Acadèmia de Belles Arts de Dinamarca (Det Kongelige Danske Kunstakademi), on havia estudiat amb Frederik Vermehren. El 1873 se li concedí la medalla d'or, així com una beca.

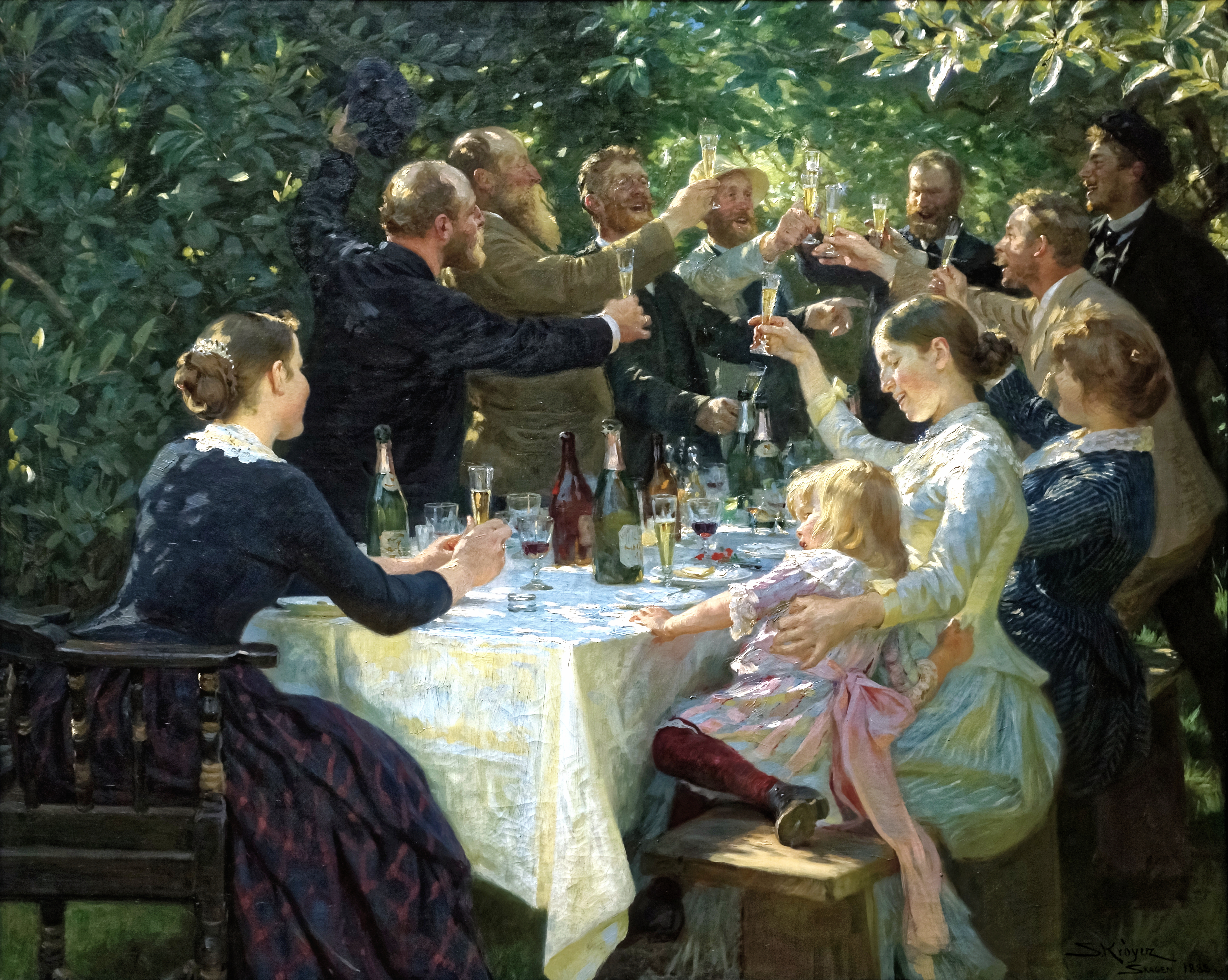
Hip!, hip!, hurra!, 1888

El seu debut oficial com a pintor va ser el 1871 a Charlottenborg amb el retrat d'un amic, el pintor Frans Schwartz. Al llarg de la seva vida exhibiria obres a Charlottenborg.
El 1874, Heinrich Hirschsprung comprà la seva primera pintura de Krøyer, iniciant un llarg mecenatge. La col·lecció d'art de Hirschsprung constitueix la base del Museu Hirschsprung a Copenhaguen.

### Viatges
Entre el 1877 i el 1881, Krøyer viatjà extensament per Europa, coneixent artistes, estudiant art i desenvolupant la seva tècnica i perspectiva. S'allotjà a París i estudià amb Léon Bonnat, i en sortí indubtablement sota la influència d'impressionistes contemporanis com ara Claude Monet, Alfred Sisley, Edgar Degas, Pierre-Auguste Renoir i Édouard Manet.
Continuà viatjant durant tota la seva vida, inspirant-se constantment en artistes i cultures estrangers. Hirschsprung li proporcionà suport financer durant els primers viatges i Krøyer continuà exhibint a Dinamarca durant tot aquest període.

### Krøyer a Skagen

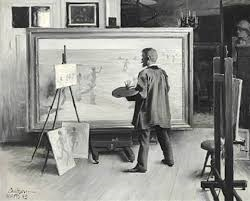
Paul Gustav Fischer: P. S. Krøyer al cavallet pintant Nois banyant-se, 1893

El 1882 retornà a Dinamarca. Passà des del mes de juny fins a l'octubre a Skagen, llavors un remot poble pesquer a la punta nord de Dinamarca, pintant sobre temes de la vida local, així com representacions de la comunitat artística de Skagen. Krøyer continuaria sent associat amb l'art i l'escena literària a Skagen. Escriptors com Holger Drachmann, Georg Brandes i Henrik Pontoppidan i artistes com Michael Ancher i Anna Ancher foren altres artistes a Skagen.
Krøyer dividia el seu temps entre cases llogades a Skagen a l'estiu i un apartament hivernal a Copenhaguen on treballà en importants retrats encarregats, i viatges a l'estranger.

### Krøyer i Marie
En un viatge a París el 1888, es trobà a Marie Martha Mathilde Triepcke, que ja havia conegut a Copenhaguen. S'enamoraren i, després d'un curt idil·li, es casaren el 23 de juliol de 1889 a casa els pares de Marie, a Alemanya. A Marie Krøyer, que també era pintora, se l'acabà associant amb la comunitat de Skagen i, després del seu casament aparegué sovint a les pintures de Krøyer. La parella tingué una filla, Vibeke, nascuda el gener del 1895. Es divorciaren el 1905 després d'una separació prolongada.
La visió li va començar a fallar gradualment al llarg dels seus últims deu anys de vida fins que es va quedar completament cec. Sempre optimista, va pintar gairebé fins al final, malgrat la seva salut. De fet, va pintar algunes de les seves obres mestres mig cec, fent broma que la visió de l'ull que veia havia millorat amb la pèrdua de l'altre ull.
Krøyer morí el 1909 a Skagen als 58 anys després d'anys de salut declinant. També hagué passat estones a hospitals, tenint períodes de malaltia mental.

## Obres

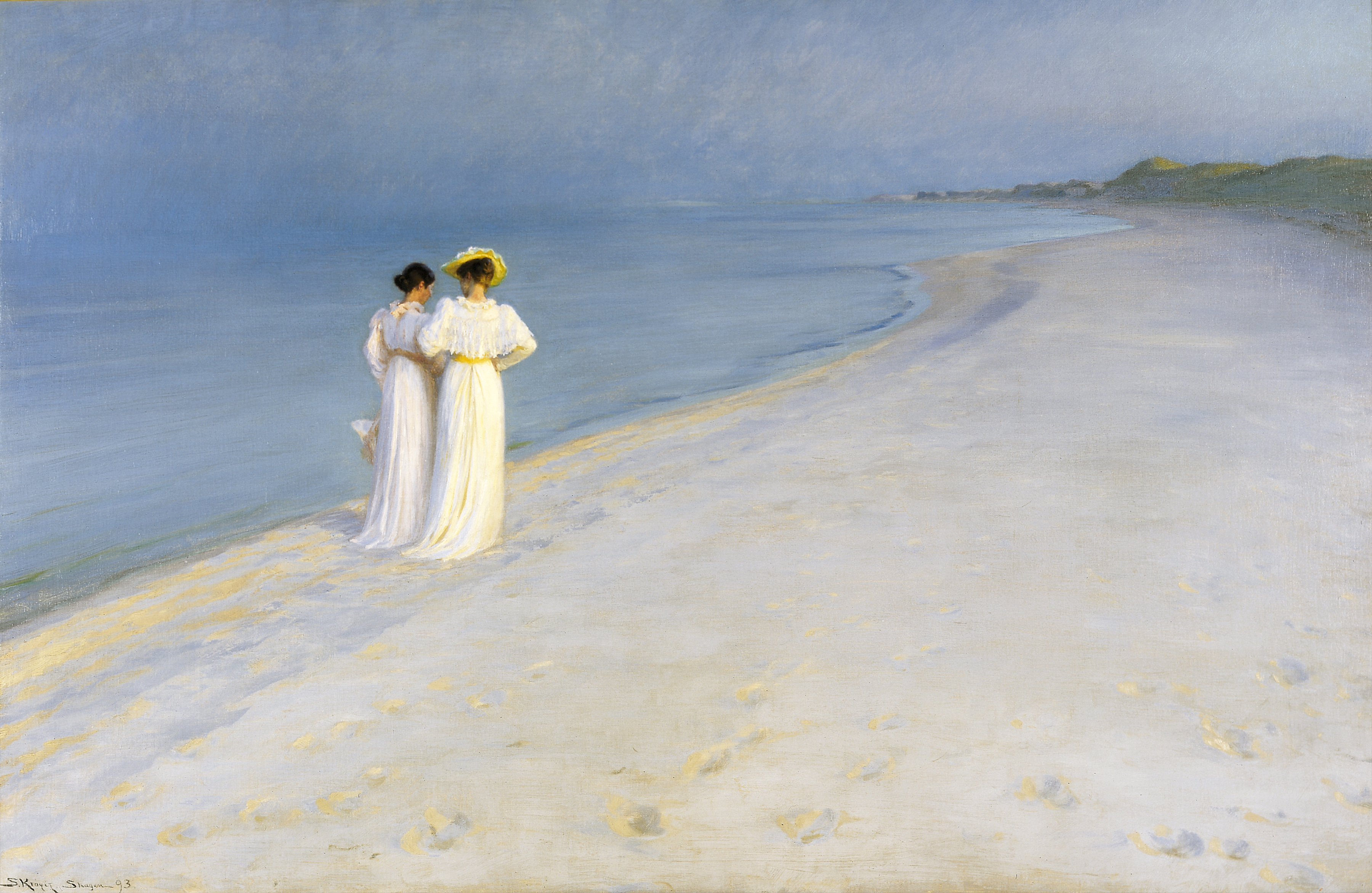
Vespre d'estiu a la platja sud de Skagen amb l'Anna Ancher i la Marie Krøyer, P. S. Krøyer, 1893

L'obra més coneguda i apreciada de Krøyer és Vespre d'estiu a la platja sud de Skagen amb l'Anna Ancher i la Marie Krøyer (Sommeraften ved Skagen Sønderstrand med Anna Ancher og Marie Krøyer), pintada el 1893. Va pintar nombroses escenes de platges que incloïen tant la vida recreativa a la platja (banyistes, cotxets) com els pescadors locals.
Una altra obra apreciada és Foguera de Sant Joan a la platja de Skagen (Sankthansbål på Skagen strand), pintada el 1906. Aquesta obra a gran escala representa un grup de gent de la comunitat artística i influent de Skagen reunida al voltant d'una gran foguera a la platja la nit de Sant Joan.
Ambdues d'aquestes obres formen part de la col·lecció permanent del Museu de Skagen, que està dedicat a aquesta comunitat d'artistes, inclosos els deixebles de Krøyer, un gran organitzador i bon vivant.

## Galeria

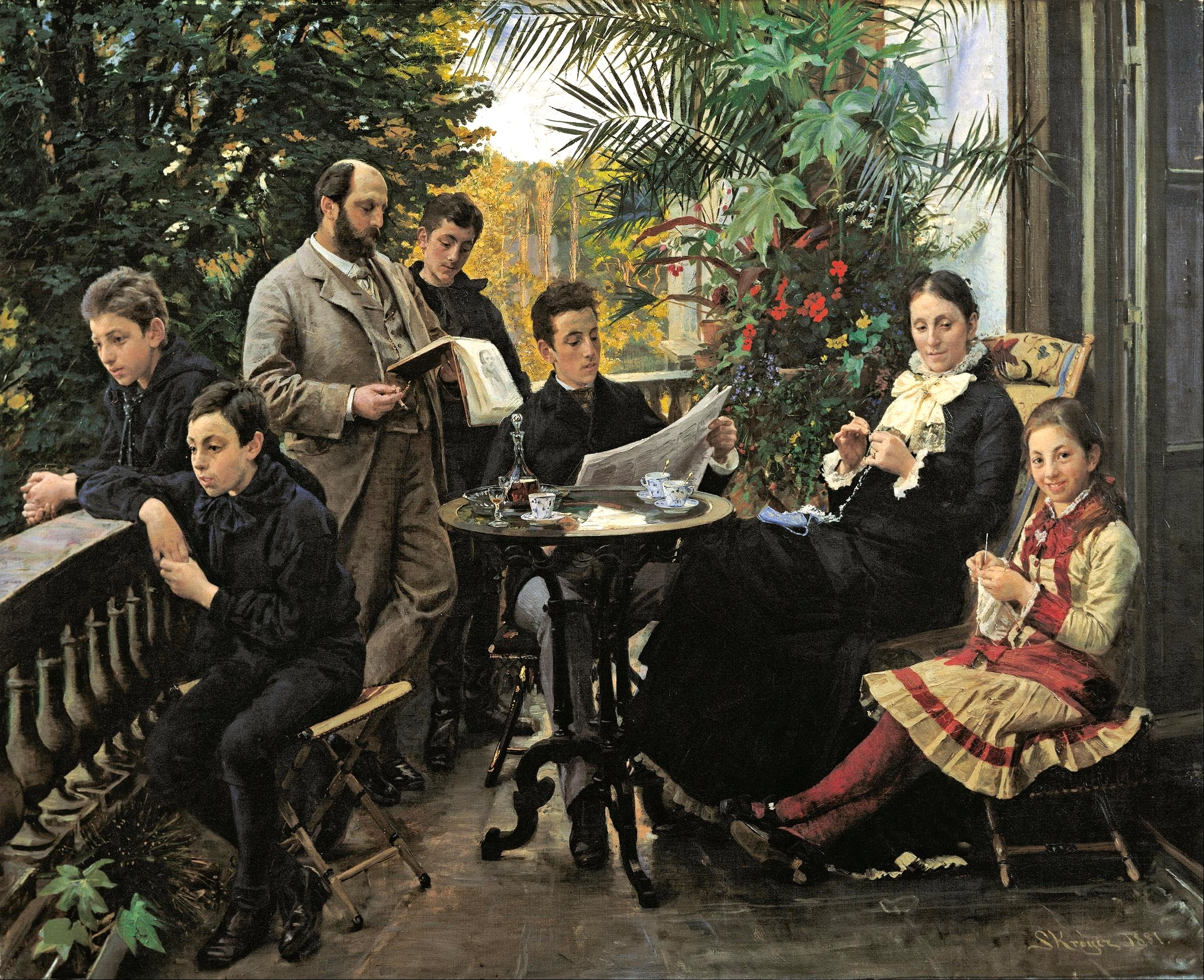
La familia Hirschsprung, 1881
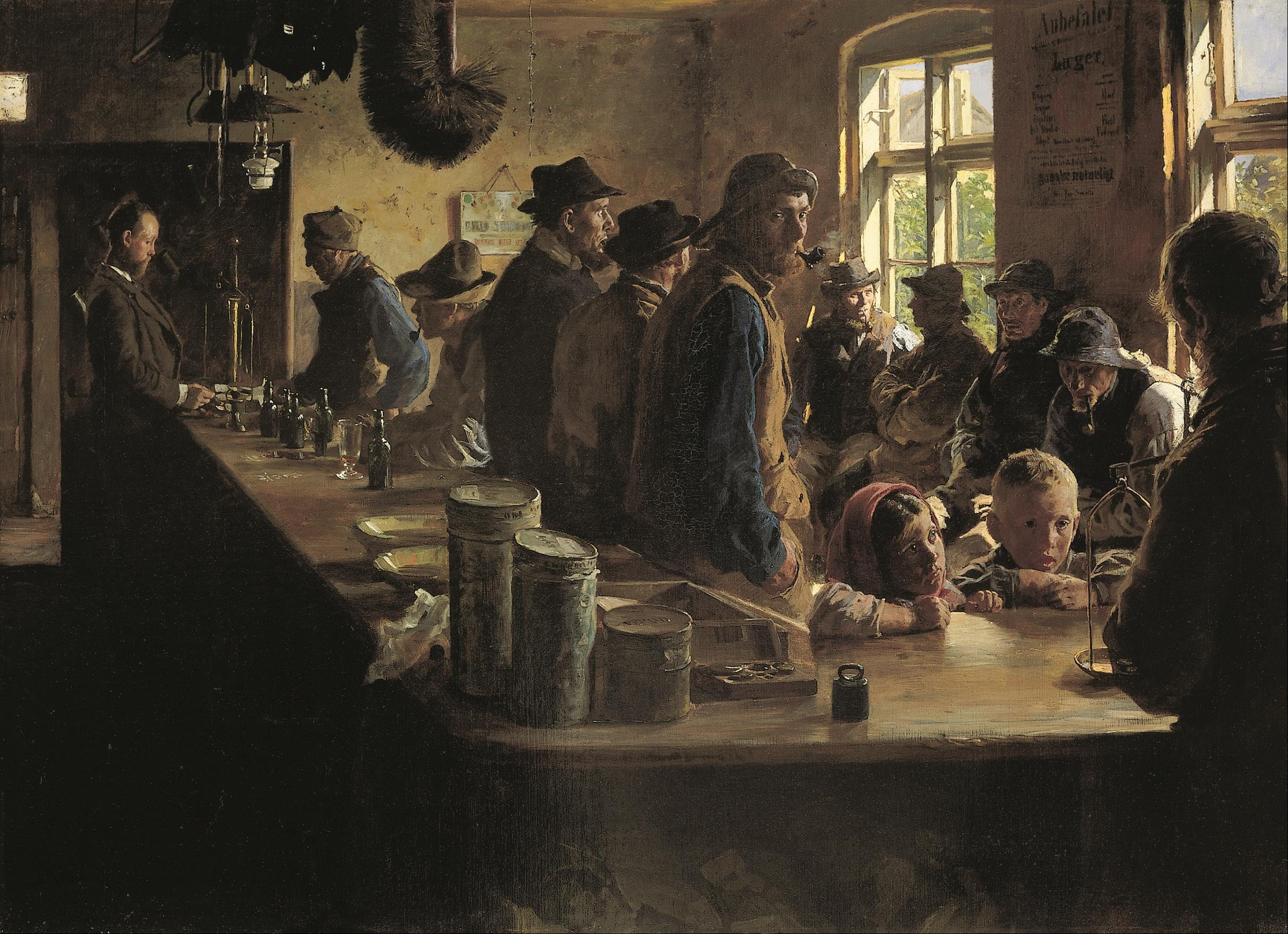
A la botiga quan no hi ha pesca, 1882
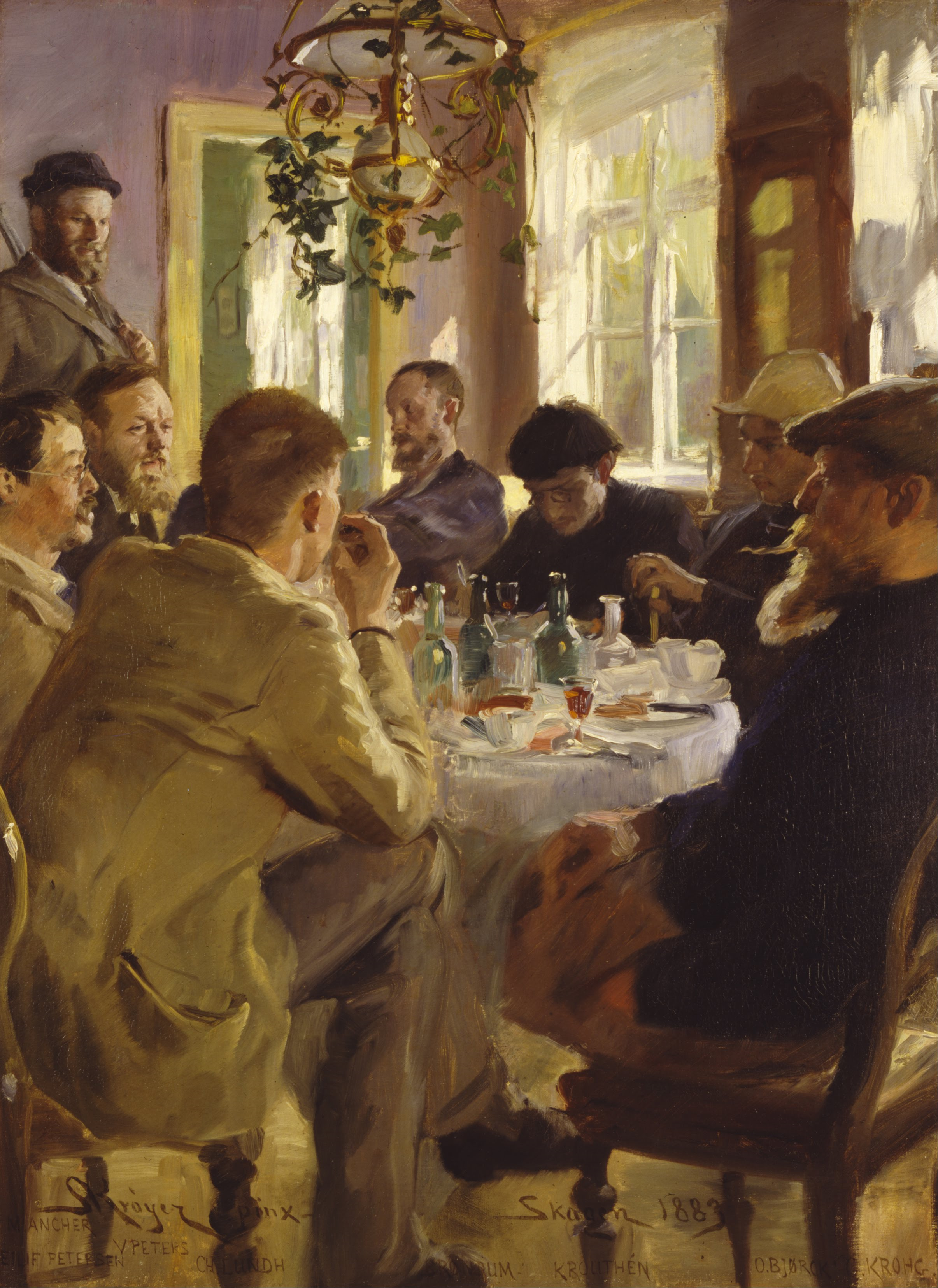
Dinar d'artistes a Skagen, 1883
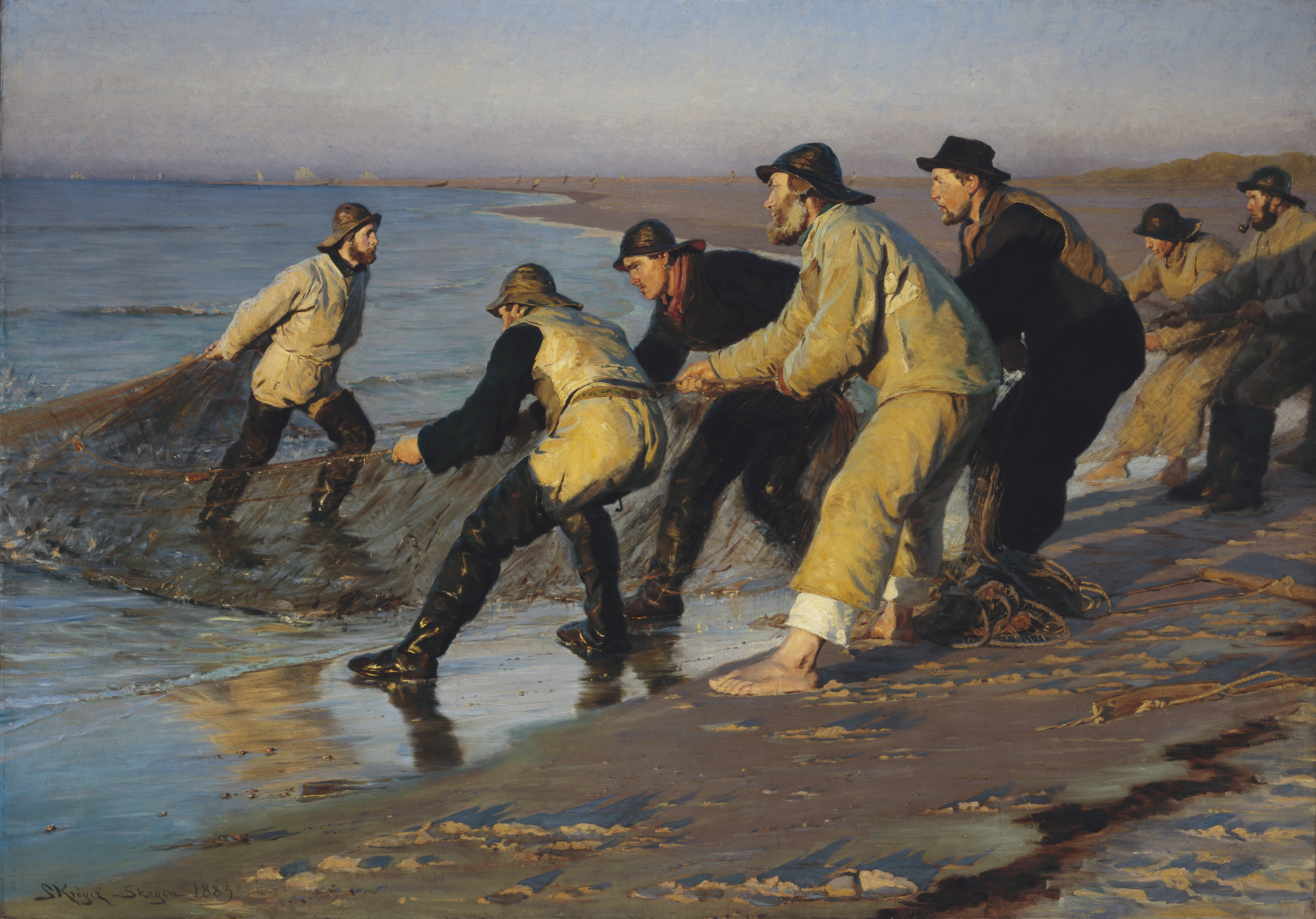
Pescadors estirant xarxes, Platja Nord, Skagen, 1883
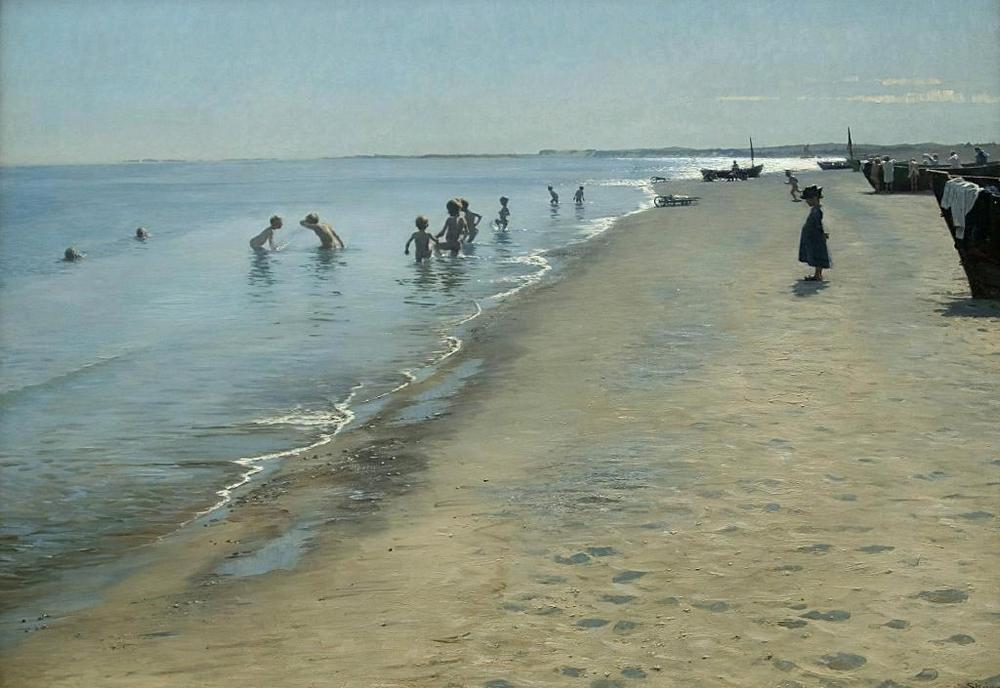
Dia d'estiu a la platja sud de Skagen, 1884
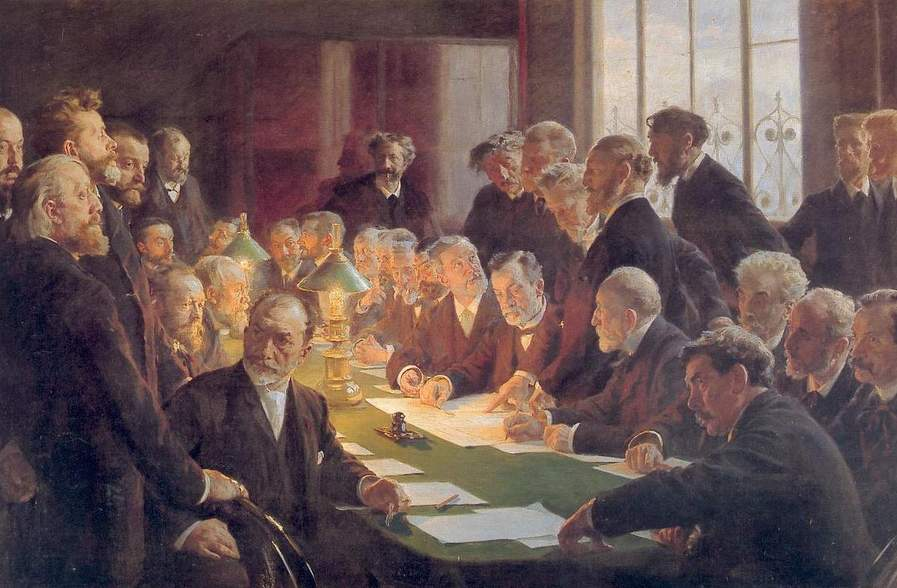
Comitè per l'Exhibició d'art francès a Copenhaguen 1888, 1888
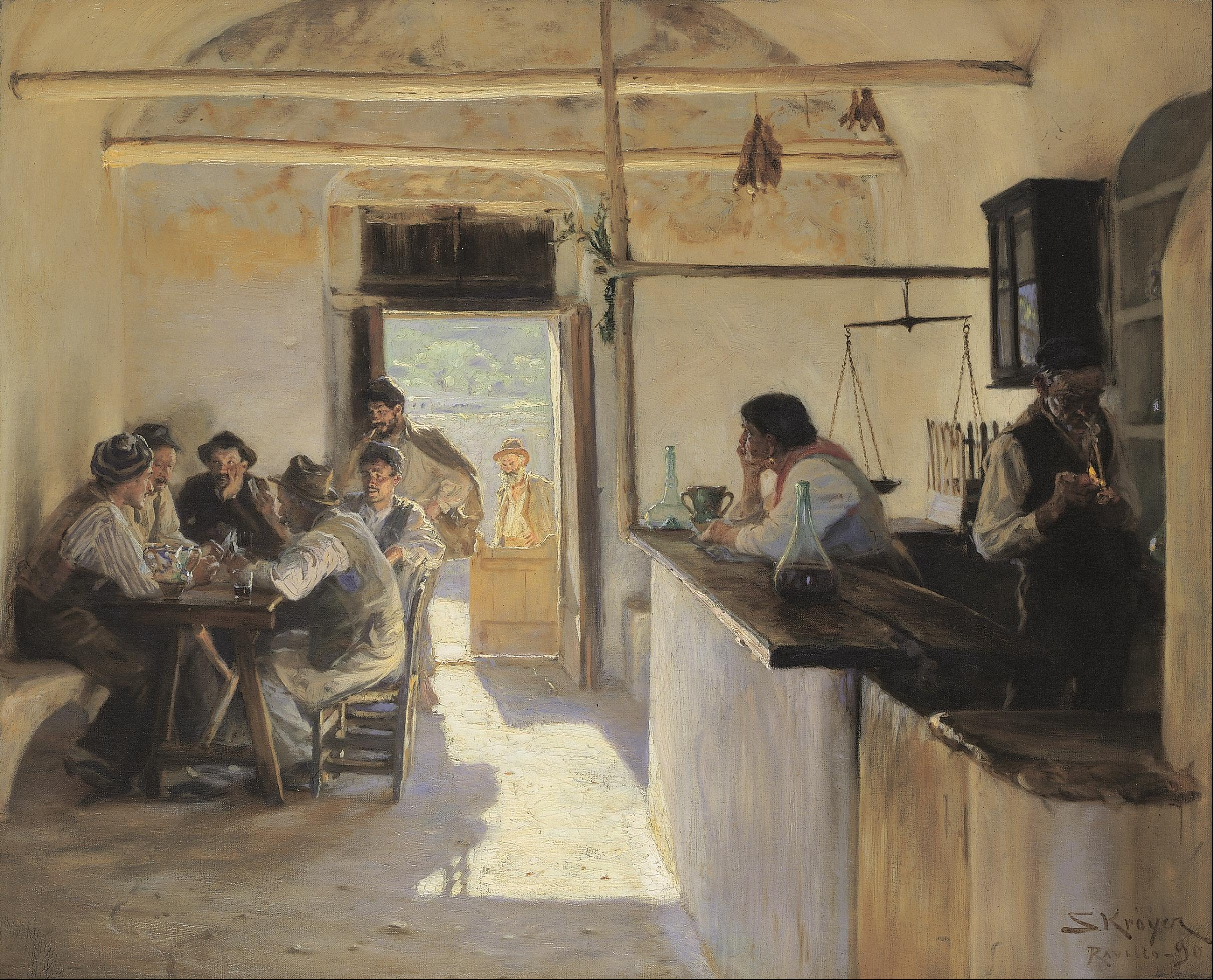
Taverna a Ravello, 1890
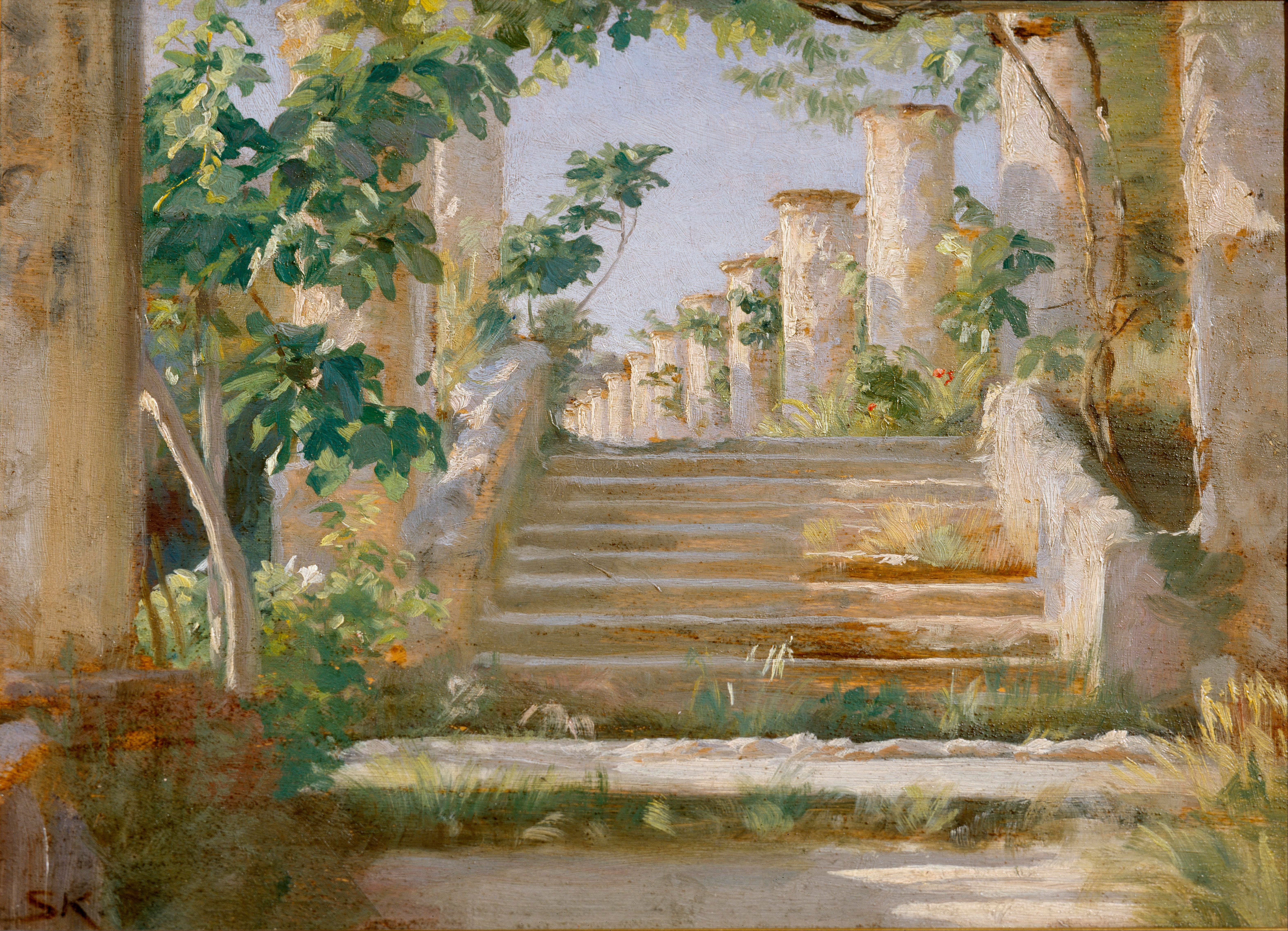
Loggia in Ravello, 1890
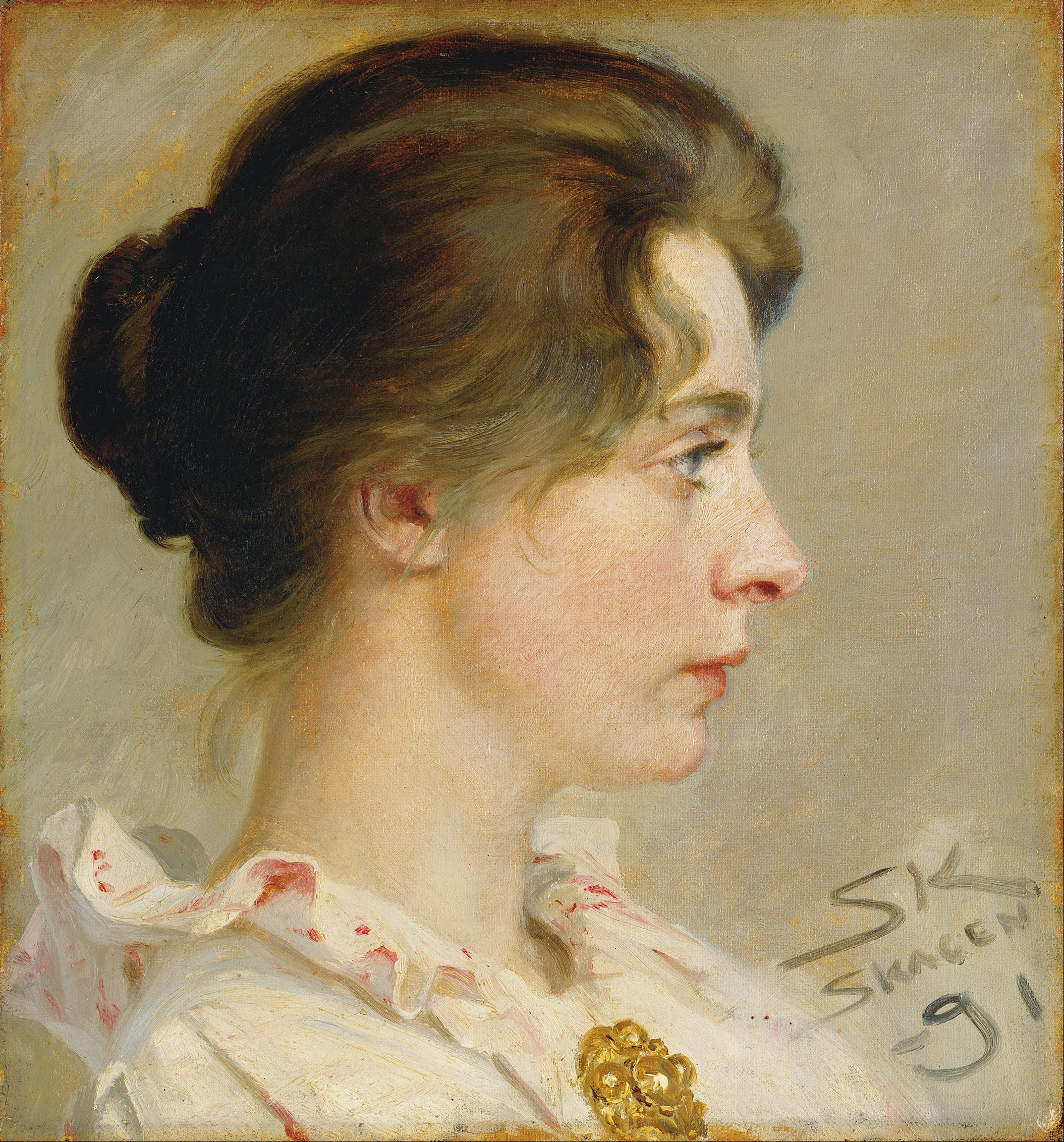
Marie Krøyer, 1891
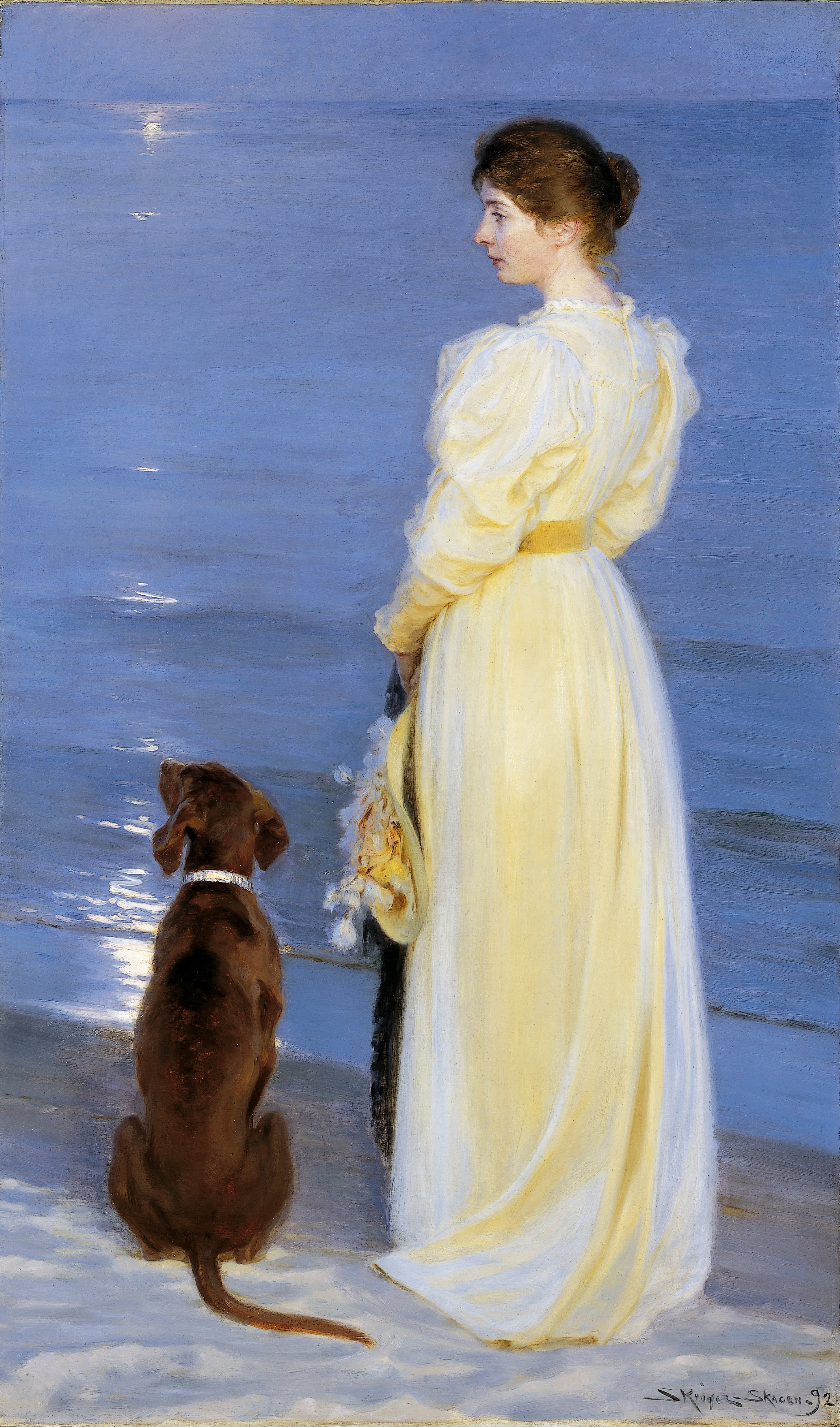
Vespre d'estiu a Skagen. La dona i el gos de l'artista vora la riba, 1892
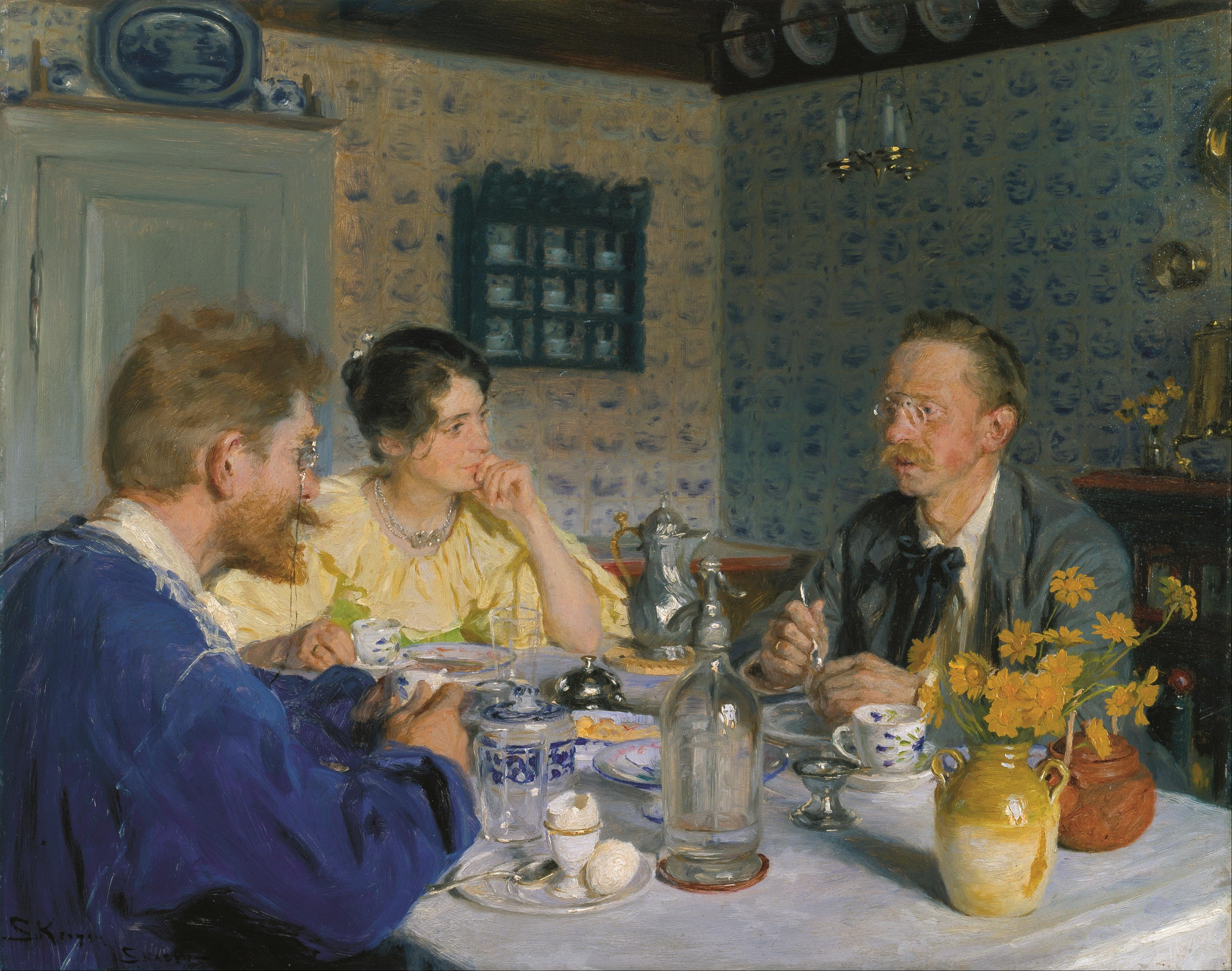
Un esmorzar. L'artista, la seva esposa i l'escriptor Otto Benzon, 1893
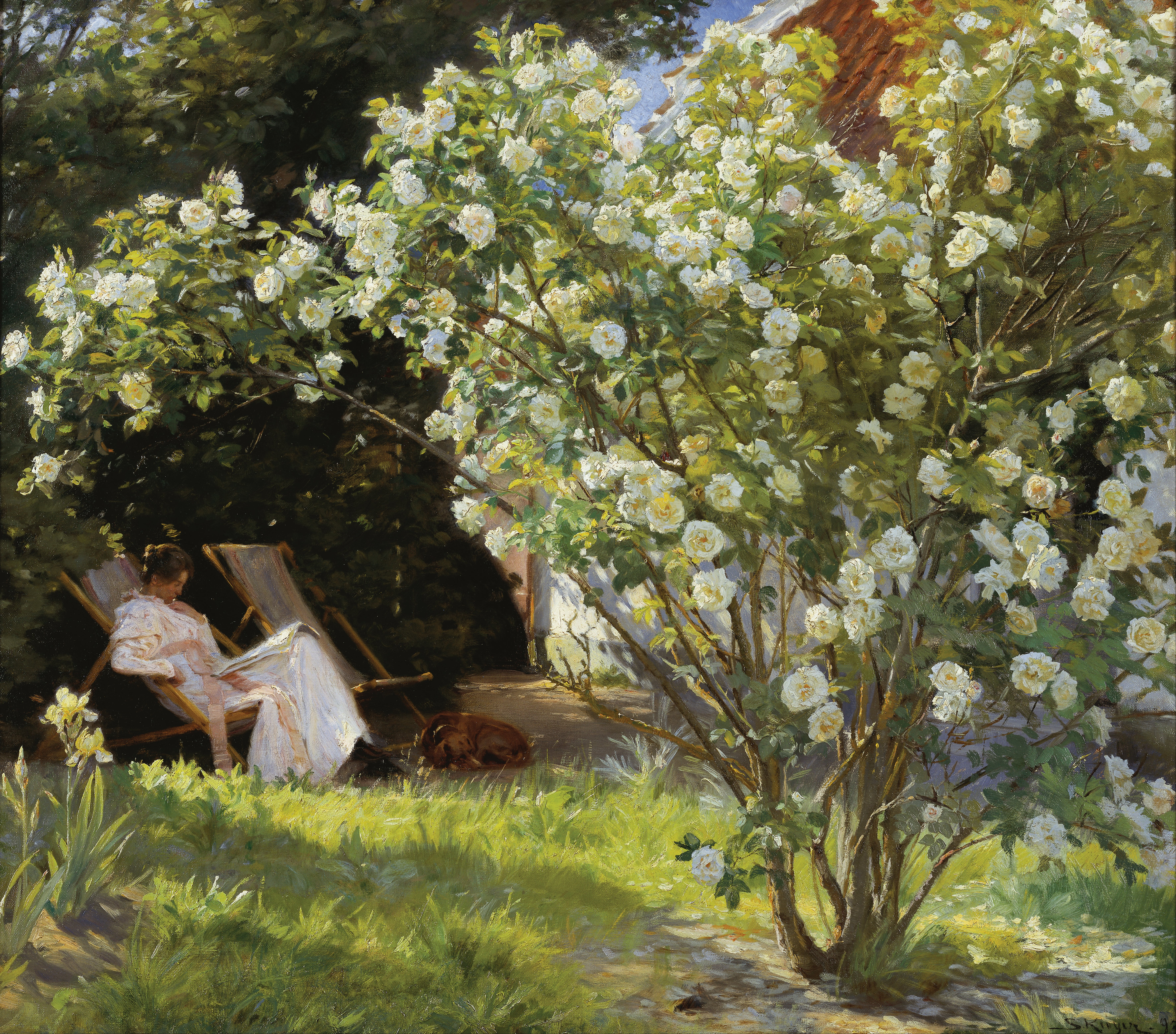
Roses, 1893
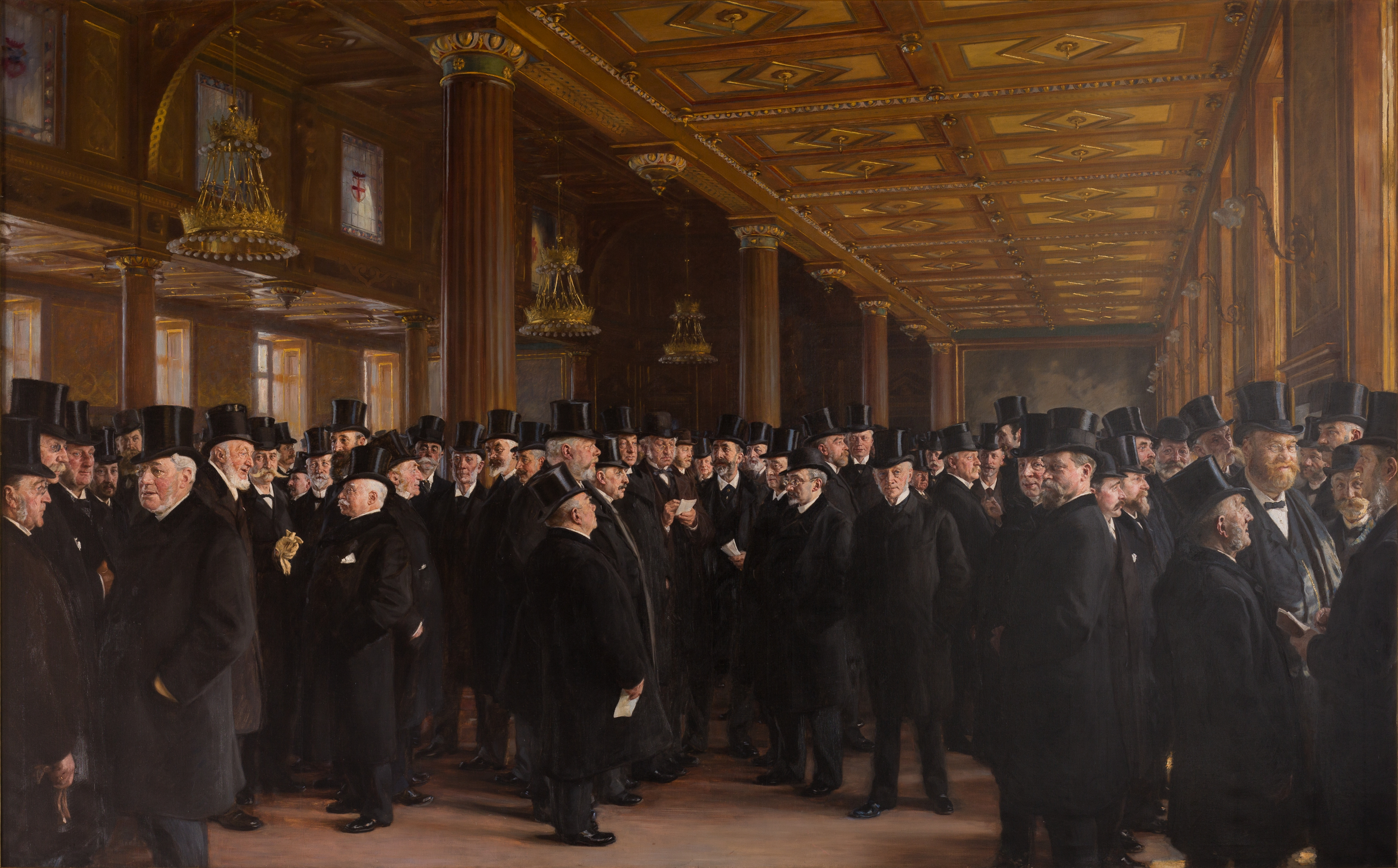
Des de la borsa de Copenhaguen, 1895
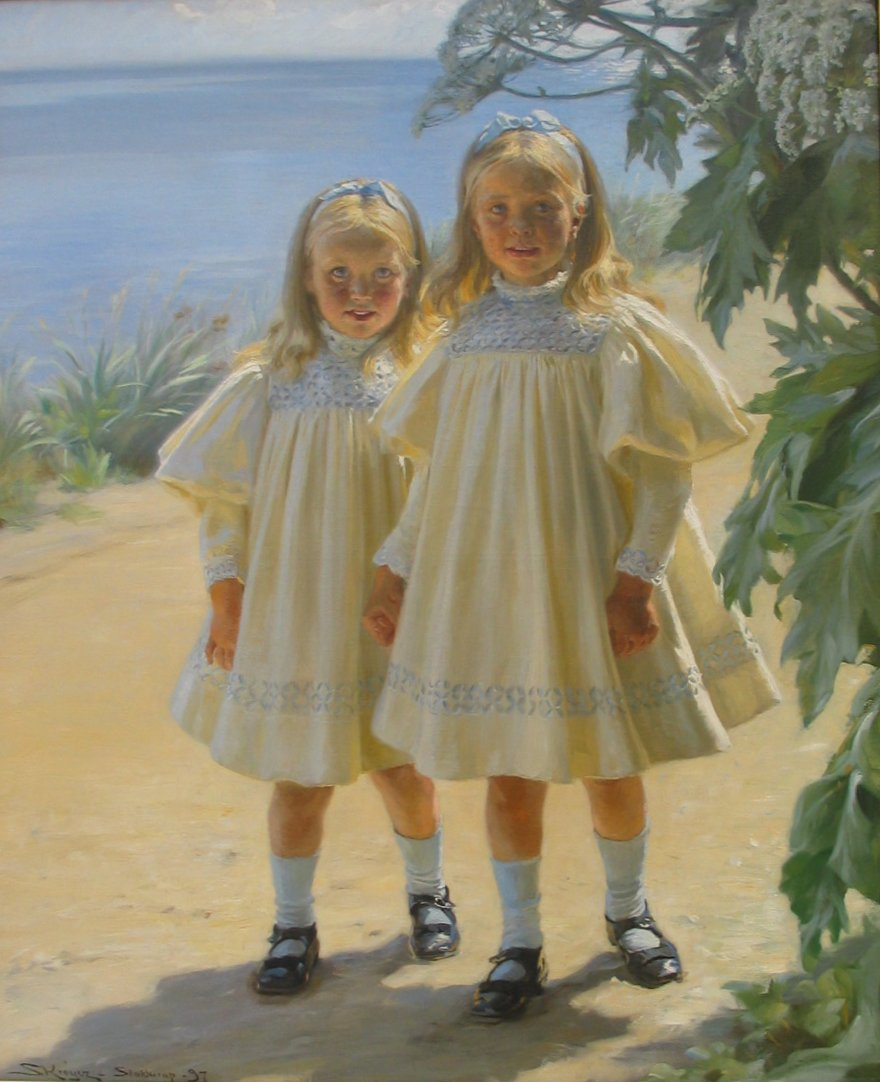
Les filles Benzon, 1897
Vespre d'estiu a la platja de Skagen – L'artista i la seva esposa, 1899
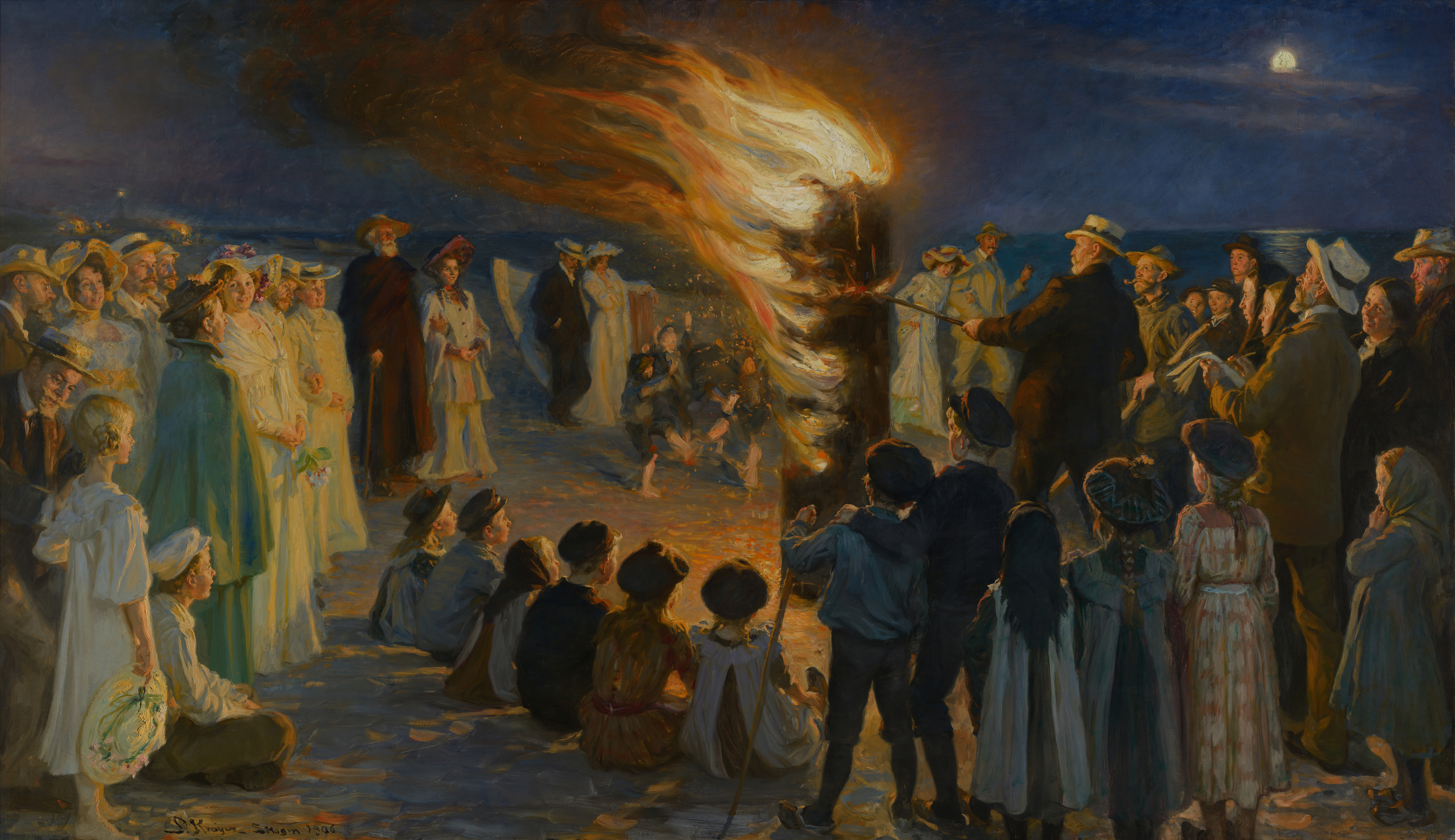
Foguera de Sant Joan a la platja de Skagen, 1906